# يو إف سي على إي إس بي إن: رييس ضد بروتشازكا
يو إف سي على إي إس بي إن: رييس ضد بروتشازكا (بالإنجليزية: UFC on ESPN: Reyes vs. Procházka)‏ هو حدث لفنون القتال المختلطة نظمته يو إف سي، أُقيم في 1 مايو 2021، على يو إف سي أبيكس في إنتربرايز، نيفادا، الولايات المتحدة.